# On My One
Albums de Jake Bugg
Shangri La
(2016) Hearts That Strain
(2018)
On My One est le troisième album studio de l'auteur-compositeur-interprète rock anglais Jake Bugg. 
L'album est sorti le 17 juin 2016.

## Origine du titre
Le titre On My One dérive d'un dicton de Nottingham On My Own qui signifie en français par moi même. Bugg a déclaré : « À bien des égards, cela résume cet album car je l'ai fait surtout par moi-même. J'ai vu cela comme la prochaine étape logique de mon développement en tant qu'auteur-compositeur. C'était un défi mais quelque chose que je sentais que je devais faire ».

## Enregistrement et sortie
En juillet 2014, Jake Bugg révèle qu'il avait déjà commencé à travailler sur son troisième album studio. Le 5 octobre 2014, en concert à Cardiff, il joue pour la première fois deux nouvelles chansons : Down the Avenue et Hold On You. Début 2015 il déclare au magazine NME que « le contenu des chansons était beaucoup plus sombre » que ses musiques précédentes.
Le 16 février 2016, la chanson On My One sort en téléchargement libre. Le 25 février, un nouveau single intitulé Gimme the Love sort. Le 26 février, Jake Bugg a annoncé que l'album sortirait le 17 juin, partageant également la liste des morceaux et les illustrations accompagnant ce nouvel opus.
Faisant la promotion de l'album dans l'émission Big Weekend  sur la BBC Radio 1 en mai 2016, Bugg a joué Bitter Salt et à l'occasion de l'interview qui suit il révèle qu'il a lui même joué la plupart des instruments enregistrés sur l'album. Bugg a également confirmé qu'il avait produit la majorité de l'album par lui-même, bien que le producteur irlandais Jacknife Lee ait rejoint Bugg pour trois titres.

## Réception critique
On My One a reçu des critiques mitigées de la presse. Pour Metacritic l'album reçoit une note moyenne de 59. Pitchfork a donné l'album 3 sur 10, en accordant une attention particulière au fait que l'album était en grande partie autoproduit, déclarant « On My One est précisément le genre d'erreur que les stars de la pop font lorsqu'elles pensent qu'elles sont plus intelligentes que le système », tandis que Drowned in Sound qualifie l'album comme étant « décevant et sans intérêt ».
Clash Magazine a donné une critique positive (8/10), déclarant que l'album était « imprévisiblement diversifié et étonnamment personnel. Cet album voit Bugg réussir à maintenir le style qui lui a valu tant de fans en premier lieu » et louant également sa capacité à s'essayer sur d'autres genres. Q Magazine a également donné l'album 8/10 en déclarant « ce qui lie ces éléments musicaux apparemment disparates, ce sont les paroles ». The Independent a donné 3/5 concluant que l'album n'est « pas aussi puissant que Shangri La, mais Bugg surmonte avec confiance l'obstacle du troisième album difficile ».